# Quan hệ Armenia - Nga

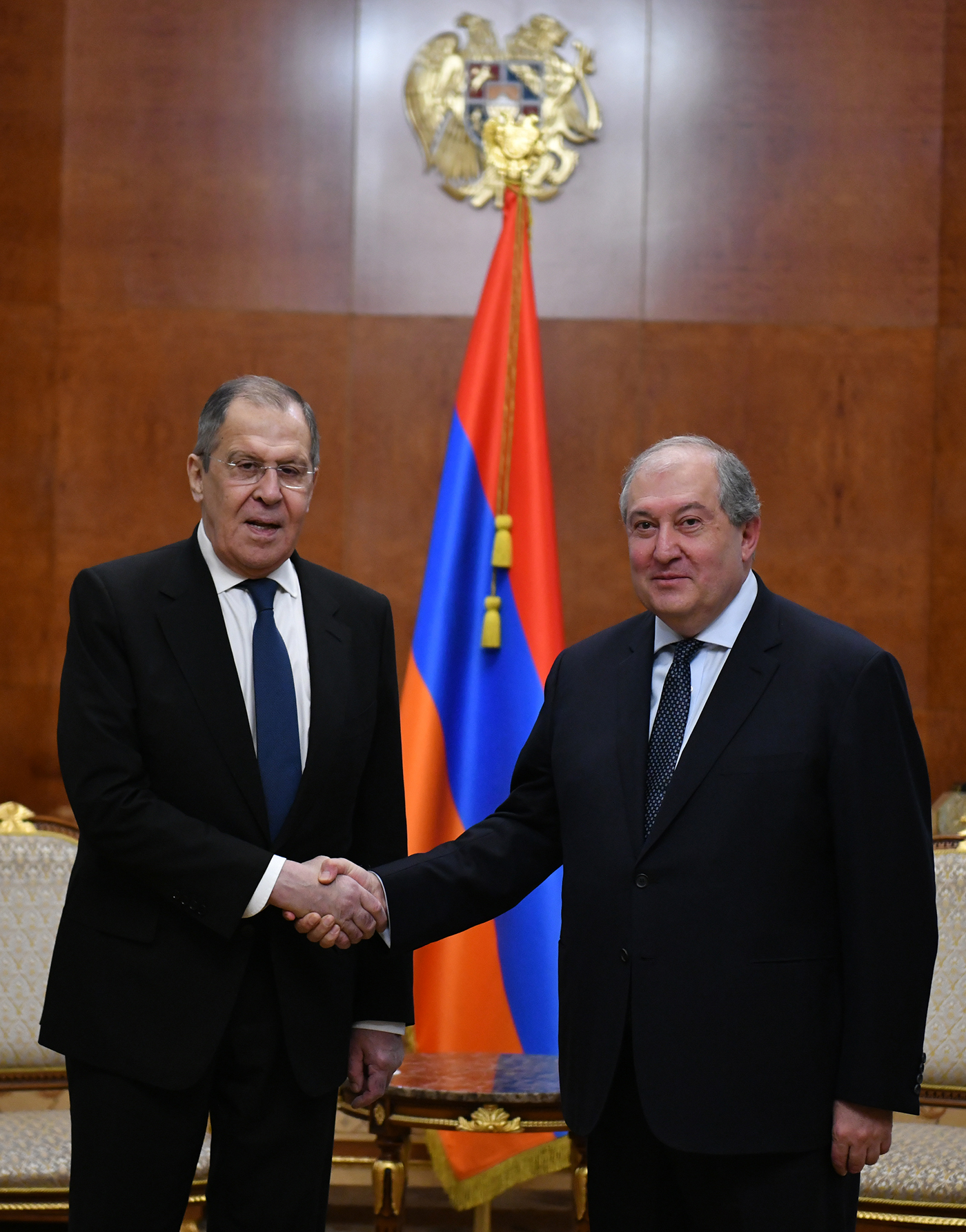
Armen Sarkissian và Sergey Lavrov năm 2020, hiện nay mối quan hệ đồng minh giữa hai nước đang trên đà tan rã và trở mặt

Quan hệ song phương giữa Armenia thời hiện đại và Liên bang Nga được thiết lập vào ngày 3 tháng 4 năm 1992, mặc dù Nga đã là một bên giữ vai trò quan trọng ở Armenia kể từ đầu thế kỷ 19. Mối quan hệ lịch sử của hai nước bắt nguồn từ Chiến tranh Nga-Ba Tư năm 1826 đến 1828 giữa Đế quốc Nga và Qajar Ba Tư, sau đó Đông Armenia được nhượng lại cho Nga. Hơn nữa, Nga được coi là nước bảo hộ các thần dân Thiên chúa giáo trong Đế chế Ottoman, bao gồm cả người Armenia. Sau khi Liên Xô tan rã, Armenia đã chia sẻ cách tiếp cận của Nga nhằm củng cố Cộng đồng các quốc gia độc lập (SNG).
Armenia và Nga đều là thành viên của một liên minh quân sự là Tổ chức Hiệp ước An ninh Tập thể (CSTO), cùng với bốn quốc gia thuộc Liên Xô cũ khác, một mối quan hệ mà Armenia thấy cần thiết cho nền an ninh của mình. Trong số các hợp đồng và thỏa thuận xác định quan hệ liên chính phủ - hiệp ước hữu nghị, hợp tác và hỗ trợ lẫn nhau ngày 29 tháng 8 năm 1997 có một số tài liệu quy định các căn cứ của các đơn vị quân đội Nga và liên lạc viên ở Armenia. Armenia trở thành thành viên chính thức của Liên minh kinh tế Á-Âu vào ngày 2 tháng 1 năm 2015. Tuy nhiên, trong những năm gần đây, quan hệ giữa Nga và Armenia đã bắt đầu xấu đi do các sự kiện như Chiến tranh Nagorno-Karabakh năm 2020, cuộc đụng độ Armenia-Azerbaijan tháng 9 năm 2022, cuộc xâm lược Ukraina của Nga và đặc biệt là cuộc đụng độ Nagorno-Karabakh năm 2023.

## Rạn nứt
Mối quan hệ giữa chính phủ hai nước trở nên căng thẳng sau khi Nikol Pashinyan được bầu làm thủ tướng Armenia vào tháng 5 năm 2018. Pashinyan được các chính trị gia và truyền thông Nga so sánh với Petro Poroshenko của Ukraina, người được bầu làm tổng thống ngay sau cuộc cách mạng Ukraina thân phương Tây năm 2014. Căng thẳng càng gia tăng sau vụ bắt giữ cựu tổng thống Robert Kocharyan và tổng thư ký CSTO là Yury Khatchaturov cũng như các tranh chấp kinh doanh liên quan đến các công ty Nga hoạt động tại Armenia. Nga được xem là miễn cưỡng can thiệp công khai vào cuộc chiến Nagorno-Karabakh năm 2020 để ủng hộ Armenia do căng thẳng đang diễn ra giữa Putin và Pashinyan. Cuối cùng, Nga đã tổ chức các cuộc đàm phán hòa bình giữa Azerbaijan và Armenia, đỉnh điểm là thỏa thuận ngừng bắn vào ngày 10 tháng 10 năm 2020 sau đó đã bị cả hai bên phớt lờ. Chiến tranh tạm dừng khi các nhà lãnh đạo của bên tham chiến và tổng thống Nga ký thỏa thuận đình chiến ở Moskva vào ngày 9 tháng 11 năm 2020.
Vào ngày 3 tháng 9 năm 2023, trong một cuộc phỏng vấn, thủ tướng Nikol Pashinyan tuyên bố rằng việc Armenia chỉ dựa vào Nga để đảm bảo an ninh của mình là một sai lầm chiến lược. Pashinyan tuyên bố, "Moskva đã không thể thực hiện và đang trong quá trình giảm bớt vai trò của mình ở khu vực Nam Kavkaz rộng lớn hơn" và "Liên bang Nga không thể đáp ứng nhu cầu an ninh của Armenia. Ví dụ này sẽ chứng minh cho chúng ta thấy rằng sự phụ thuộc vào chỉ một đối tác trong vấn đề an ninh là một sai lầm chiến lược." Pashinyan cáo buộc lực lượng gìn giữ hòa bình Nga được triển khai để duy trì thỏa thuận ngừng bắn đã không thực hiện nhiệm vụ của mình. Pashinyan xác nhận rằng Armenia đang cố gắng đa dạng hóa các thỏa thuận an ninh của mình, đáng chú ý nhất là với Liên minh châu Âu và Hoa Kỳ.
Vào tháng 3 năm 2022, sau khi Nga bắt đầu xâm lược Ukraina thì đã có hơn 40.000 chuyên gia và lập trình viên người Nga đã trốn đến Yerevan. Một nửa ở lại một thời gian ngắn rồi đi tiếp. Phần còn lại sử dụng kết nối internet giúp Armenia kết nối với thế giới trong khi Nga ngày càng bị cắt đứt liên hệ với thế giới bên ngoài. Ngoài các chuyên gia công nghệ thông tin, cuộc di cư còn có nhiều blogger, nhà báo và nhà hoạt động xã hội bị bắt vì chỉ trích cuộc chiến ở Ukraina cũng lưu vong qua đây. Các cuộc phỏng vấn chỉ ra rằng không ai trong số những người lưu vong gặp phải sự thù địch ở Yerevan. Họ có thể vào Armenia mà không cần thị thực hoặc hộ chiếu và ở lại sáu tháng trong khi tiếng Nga được sử dụng rộng rãi tại đây.
Mối quan hệ giữa Armenia và Nga tiếp tục xấu đi trong suốt cuộc xâm lược Ukraina của Nga. Tháng 2 năm 2023, Armenia từ chối quay sang Moskva để đàm phán trong khi hành lang Lachin bị đóng cửa. Ngoại trưởng Nga Sergey Lavrov đã công khai thừa nhận lý do căn bản của Azerbaijan về hành động xâm lược năm 2020 Điều này càng leo thang khi Tòa án Hình sự Quốc tế tuyên bố vào ngày 17 tháng 3 năm 2023 rằng họ đã ban hành lệnh bắt giữ Putin. Vì Armenia là một bên ký kết Quy chế Roma, Armenia sẽ có nghĩa vụ pháp lý bắt giữ Vladimir Putin nếu ông ta vào lãnh thổ Armenia. Vào tháng 4 năm 2023, Nga ban hành lệnh cấm nhập khẩu các chế phẩm sữa của Armenia, được nhiều người coi là động thái trả đũa đối với Armenia
Vào ngày 2 tháng 6 năm 2023, Thủ tướng Armenia Nikol Pashinyan tuyên bố rằng Armenia không phải là đồng minh của Nga trong bối cảnh cuộc chiến ở Ukraina. Vào ngày 3 tháng 9, Pashinyan tuyên bố thêm rằng việc dựa vào Nga làm người bảo đảm an ninh chính đã chứng tỏ là một sai lầm đối với Armenia. Ba ngày sau, chính phủ Nga bày tỏ lo ngại về ý định tổ chức các cuộc tập trận quân sự với Hoa Kỳ của Armenia, như một phần trong nỗ lực của Armenia nhằm cải thiện hơn nữa quan hệ quốc phòng với các nước phương Tây. Mối quan hệ thậm chí còn trở nên tồi tệ hơn sau cuộc đụng độ Nagorno-Karabakh năm 2023 và cuộc di cư sau đó của người dân Artsakh thuộc dân tộc Armenia. Thư ký Hội đồng An ninh Quốc gia Armenia là Armen Grigoryan cáo buộc lực lượng gìn giữ hòa bình Nga không bảo vệ được Nagorno-Karabakh điều này cũng được Pashinyan nhắc lại. Chủ tịch Hội đồng An ninh Nga Dmitry Medvedev cho biết Nga sẽ không bảo vệ Armenia trước cuộc tấn công của Azerbaijan, đồng thời chỉ trích mạnh mẽ Thủ tướng Armenia Nikol Pashinyan.
Người phát ngôn của Tổng thống Nga là Dmitry Peskov bác bỏ cáo buộc từ Armenia rằng lực lượng gìn giữ hòa bình của nước này đã không bảo vệ được Nagorno-Karabakh khỏi cuộc tấn công của Azerbaijan, gọi đây là điều "vô căn cứ". Cơ quan truyền thông độc lập của Nga Meduza cho biết họ đã nhận được một tài liệu hướng dẫn từ Điện Kremlin lưu hành vào ngày 19 tháng 9 tới các cơ quan truyền thông nhà nước khuyến nghị đổ lỗi cho Armenia và phương Tây, thay vì Azerbaijan, về sự leo thang của xung đột ở Nagorno-Karabakh. Phát biểu tại Đại hội đồng Liên hợp quốc lần thứ 78 tại thành phố New York vào ngày 23 tháng 9 năm 2023, Bộ trưởng Ngoại giao Sergei Lavrov cáo buộc lãnh đạo Armenia đã "đổ thêm dầu vào lửa", ám chỉ xung đột và nhắc lại rằng các thỏa thuận được thực hiện sau sự sụp đổ của Liên Xô năm 1991 tuyên bố rằng biên giới hiện tại của các nước cộng hòa cấu thành trước đây là bất khả xâm phạm, từ đó công nhận Nagorno-Karabakh là một phần của Azerbaijan Vào ngày 25 tháng 9, Bộ Ngoại giao Nga đã công bố một tuyên bố chỉ trích kịch liệt Chính phủ Armenia, đánh dấu cột mốc thấp nhất trong quan hệ giữa hai nước kể từ khi Armenia độc lập vào năm 1991.